# Phạm Thị Mỹ Lệ
Phạm Thị Mỹ Lệ (8 tháng 3 năm 1958 – 30 tháng 6 năm 2018) là đại biểu Quốc hội Việt Nam khóa 13, thuộc đoàn đại biểu Bình Phước.

## Xuất thân và giáo dục
Phạm Thị Mỹ Lệ sinh ngày 8 tháng 3 năm 1958, người dân tộc Kinh, không theo tôn giáo nào.
Bà có quê quán tại huyện Châu Đốc, tỉnh An Giang.
Bà có trình độ Bồi dưỡng Quản trị kinh doanh, Bồi dưỡng chính trị Nguyễn Ái Quốc.

## Sự nghiệp
Bà từng là đại biểu Hội đồng nhân dân tỉnh Bình Phước khóa 8 nhiệm kì 2011 – 2016.
Bà từng là Chủ tịch Hội Nữ doanh nhân tỉnh Bình Phước, nguyên chủ tịch Hội doanh nghiệp trẻ tỉnh Bình Phước.
Từ năm 2011 đến 2016, bà là đại biểu Quốc hội Việt Nam khóa 13, thuộc đoàn đại biểu tỉnh Bình Phước, đồng thời là Tổng Giám đốc công ty TNHH Mỹ Lệ, Ủy viên Ủy ban Trung ương Mặt trận Tổ quốc Việt Nam, Ủy viên Ủy ban Đối ngoại của Quốc hội.
Năm 2017, bà được bình chọn là 1 trong 20 công dân tiêu biểu của tỉnh Bình Phước.
Bà là ủy viên Ủy ban Trung ương Mặt trận Tổ quốc Việt Nam khóa 8 nhiệm kỳ 2014 – 2019.

## Qua đời
Bà mất đột ngột ngày 30 tháng 6 năm 2018 sau khi xăm lông mày và xăm môi ở cơ sở làm đẹp Phương Nam tại khu phố 3, phường Long Thủy, thị xã Phước Long, tỉnh Bình Phước do sốc phản vệ.